# Джонатан Летем
Джо́натан Ле́тем (англ. Jonathan Lethem; *19 лютого 1964) —  народився 19 лютого 1964) — американський прозаїк, есеїст і автор оповідань. Відомий передовсім романами «Пістолет з оригінальною музикою» (Gun, with Occasional Music, 1994), «Амнезія Муна» (Amnesia Moon, 1995), «Безматерній Бруклін» (Motherless Brooklyn, 1999), «Фортеця самотності» (2005) та «Сади дисидентів» (2013). Лауреат стипендії фонду Мак-Артура (2005).
У 1994 році вийшов його перший роман  «Пістолет з оригінальною музикою», який змішав елементи наукової фантастики та детективу. 1999 року Летем опублікував «Бруклін без матері», роман, удостоєний премії Національного гуртка книжкових критиків, який досяг широкого успіху. 2003 року він опублікував книгу  «Фортеця самотності», яка стала бестселером за версією «Нью-Йорк таймз». З 2011 року він викладає творчий лист до Помонського коледжу.

## Ранні роки життя
Летем народився в Брукліні, штат Нью-Йорк, у сім'ї Джудіт Френк Летем, політичної активістки, та Річарда Брауна Летема, художника-авангардиста. Він був старшим із трьох дітей. Його батько був протестантом (з шотландським та англійським корінням), а мати була єврейкою з сім’ї, яка мала коріння в Німеччині, Польщі та Росії. Його брат Блейк став художником, задіяним у ранній нью-йоркській хіп-хоп сцені, а його сестра Мара стала фотографом, письменницею та перекладачем. Сім’я жила в комуні в попередньо облаштованому Брукліні в північній частині району Гованус (тепер він називається Боерум Хілл). Вчителем четвертого класу Летема в PS 29 на сусідньому Коббл-Гілл була майбутній канцлер шкіл Нью-Йорка Кармен Фарінья, яку він назвав «ідеальною» вчителькою і якій присвятив свій перший роман «Зброя з періодичною музикою». Незважаючи на расову напруженість і конфлікти, пізніше він описав своє богемне дитинство як «захоплююче» і культурно широке. Він отримав енциклопедичні знання про музику Боба Ділана, дивився «Зоряні війни» двадцять один раз під час оригінального показу в кінотеатрах і прочитав повне зібрання творів письменника-фантаста Філіпа К. Діка. Пізніше Летем сказав, що творчість Діка мала «такий же формуючий вплив, як марихуана чи панк-рок — однаково відповідальна за те, що красиво зіпсувала моє життя, за те, що вона незворотно змінила курс, яким я все ще рухаюся».
Його батьки розлучилися, коли Летем був маленьким. Коли йому було тринадцять, його мати Джудіт померла , подія, яка, за його словами, переслідувала його і сильно вплинула на його творчість. (Летем обговорює прямий зв’язок між його матір’ю та піснею Боба Ділана «Like a Rolling Stone» у канадському документальному фільмі «Повне невідоме» 2003 року.) У 2007 році Летем пояснив: «У всіх моїх книжках відсутня ця гігантська, виюча мова [у центрі] — мова. зник, або хтось зник, або пам’ять пішла».
Маючи намір стати образотворчим художником, як і його батько, Летем відвідував Вищу школу музики та мистецтва в Нью-Йорку, де малював у стилі, який він описує як «багатий, показний, зазвичай карикатурний».  У Music & Art він випустив власний журнал The Literary Exchange, в якому були представлені твори мистецтва та тексти. Він також створював анімаційні фільми та написав 125-сторінковий роман «Герої», який досі не опублікований.
Після закінчення середньої школи Летем вступив до коледжу Беннінгтон у Вермонті в 1982 році як майбутній студент мистецтва. У Беннінгтоні Летем пережив «надзвичайне… зіткнення з реаліями класу — богемне середовище моїх батьків не дозволяло мені навіть трохи зрозуміти, що ми бідні… у Беннінгтоні, усе це було зруйновано зіткнутися з фактом реального привілею».  Це, у поєднанні з усвідомленням того, що він більше цікавився письменницькою діяльністю, ніж мистецтвом, змусило Летема кинути навчання на півдорозі на другому курсі. 1984 року він подорожував автостопом із Денвера, штат Колорадо, до Берклі, штат Каліфорнія, через «тисячу миль пустелі й гір через Вайомінг, Юту та Неваду, маючи в кишені близько 40 доларів», описуючи це як «одне з найдурніших і найдурніших найбільш пам'ятні речі, які я коли-небудь робив».
Летем прожив у Каліфорнії дванадцять років, працюючи продавцем у книжкових магазинах, зокрема Moe's і Pegasus & Pendragon Books, і писав у вільний час.  Летем опублікував своє перше оповідання в 1989 році та опублікував ще кілька на початку 1990-х.

## Кар'єра

### Перші романи

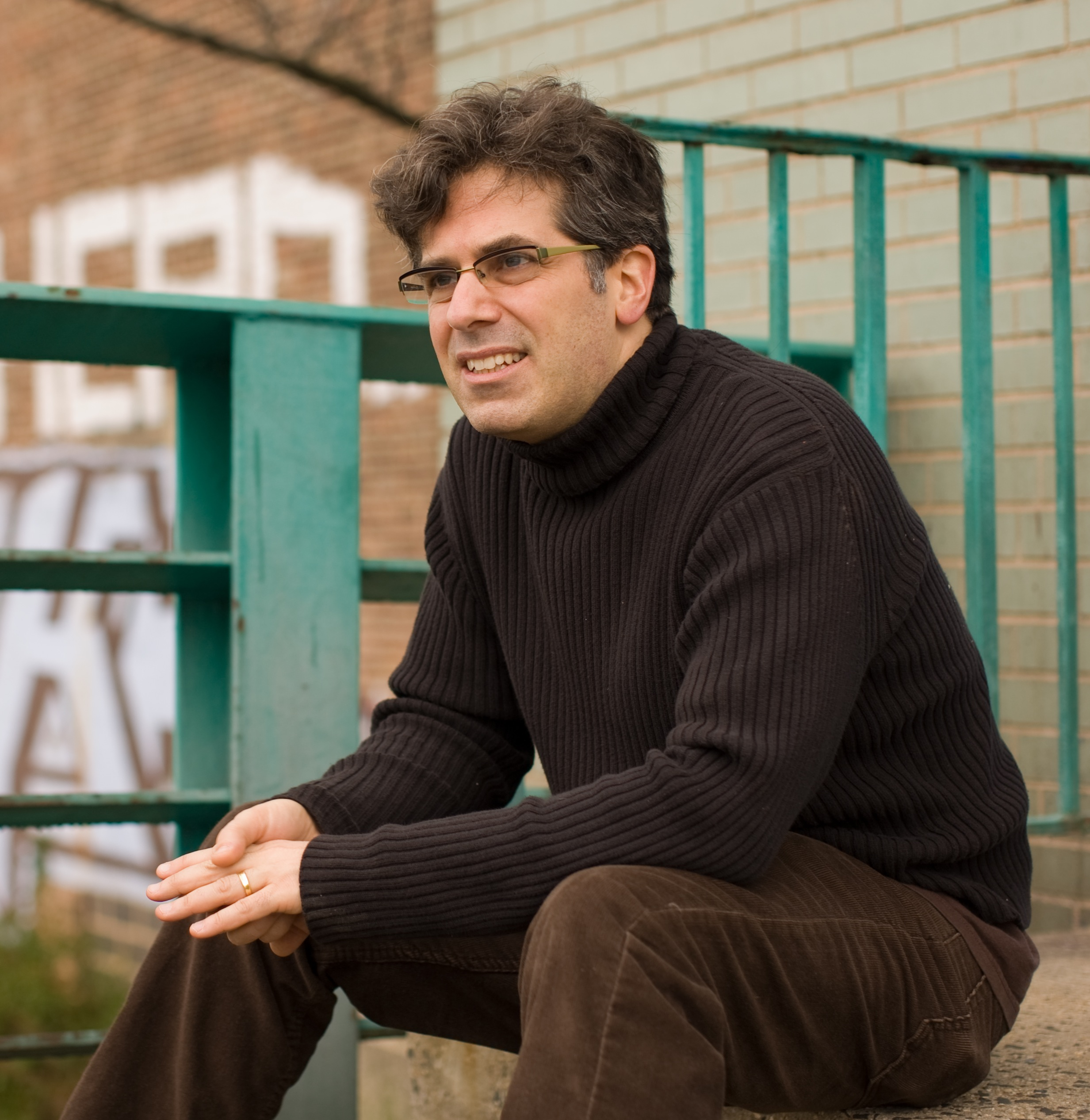
Летем у Брукліні

Перший роман Летема У 1994 році вийшов його перший роман «Пістолет з оригінальною музикою», який змішав елементи наукової фантастики та детективу поєднує в собі наукову фантастику та детективну історію «Чендлереск», яка включає розмовних кенгуру, радикальні футуристичні версії сцени з наркотиками та кріогенні в’язниці. Роман був опублікований у 1994 році Харкортом Брейсом, що Летем пізніше описав як «марення». «Я уявляв, що мої перші романи були опубліковані як оригінали в м’якій обкладинці, — згадував він, — а замість цього престижний дім виготовляв книгу в тканині… Я був на небесах». Роман вийшов з невеликою помпою, але захоплена рецензія в Ньюсвік», яка оголосила Gun «сміливо впевненим першим романом», принесла книзі більший комерційний успіх. «Пістолет з оригінальною музикою» був фіналістом премії «Неб'юла» 1994 року та посів перше місце в категорії «Найкращий перший роман» за опитуванням читачів журналу «Локус» 1995 року. У середині 1990-х кінопродюсер і режисер Алан Дж. Пакула викупив права на екранізацію роману, що дозволило Летему залишити роботу в книжкових магазинах і присвятити свій час написанню.
Наступною його книгою стала «Амнезія Муна» (1995). Частково натхненний досвідом Летема під час подорожей автостопом по пересіченій місцевості , цей другий роман використовує дорожню розповідь, щоб досліджувати постапокаліптичний пейзаж майбутнього з багатьма різними хитрощами сприйняття. Після публікації багатьох своїх ранніх оповідань у збірці 1996 року «Стіна неба, стіна ока» (англ. «The Wall of the Sky, the Wall of the Eye»), Летем опублікував свій третій роман «Як вона перелізла через стіл» (англ. «As She Climbed Across the Table»; 1997). Починається з історії дослідниці фізики, яка закохується в штучно створену просторову аномалію під назвою «Нестача», через яку вона відкидає свого попереднього партнера. Комічна боротьба її колишнього партнера з цією відмовою та з аномалією становить більшу частину оповіді.
У 1996 році Летем переїхав із затоки Сан-Франциско назад до Брукліну. Його наступною книгою, опублікованою після повернення до Брукліну, була «Дівчина в пейзажі» (англ. «Girl in Landscape»). У романі молода дівчина повинна пережити статеве дозрівання, а також зіткнутися з дивним і новим світом, населеним інопланетянами, відомими як Archbuilders. Летем сказав, що на сюжет і персонажів «Дівчини в пейзажі», включно з фігурами молодої дівчини та жорстоко захищеного батька, «дуже сильно вплинув» вестерн Джона Вейна «Шукачі» 1956 року, фільм, яким він «одержимий».

### Основний успіх і «жанровий вигин»

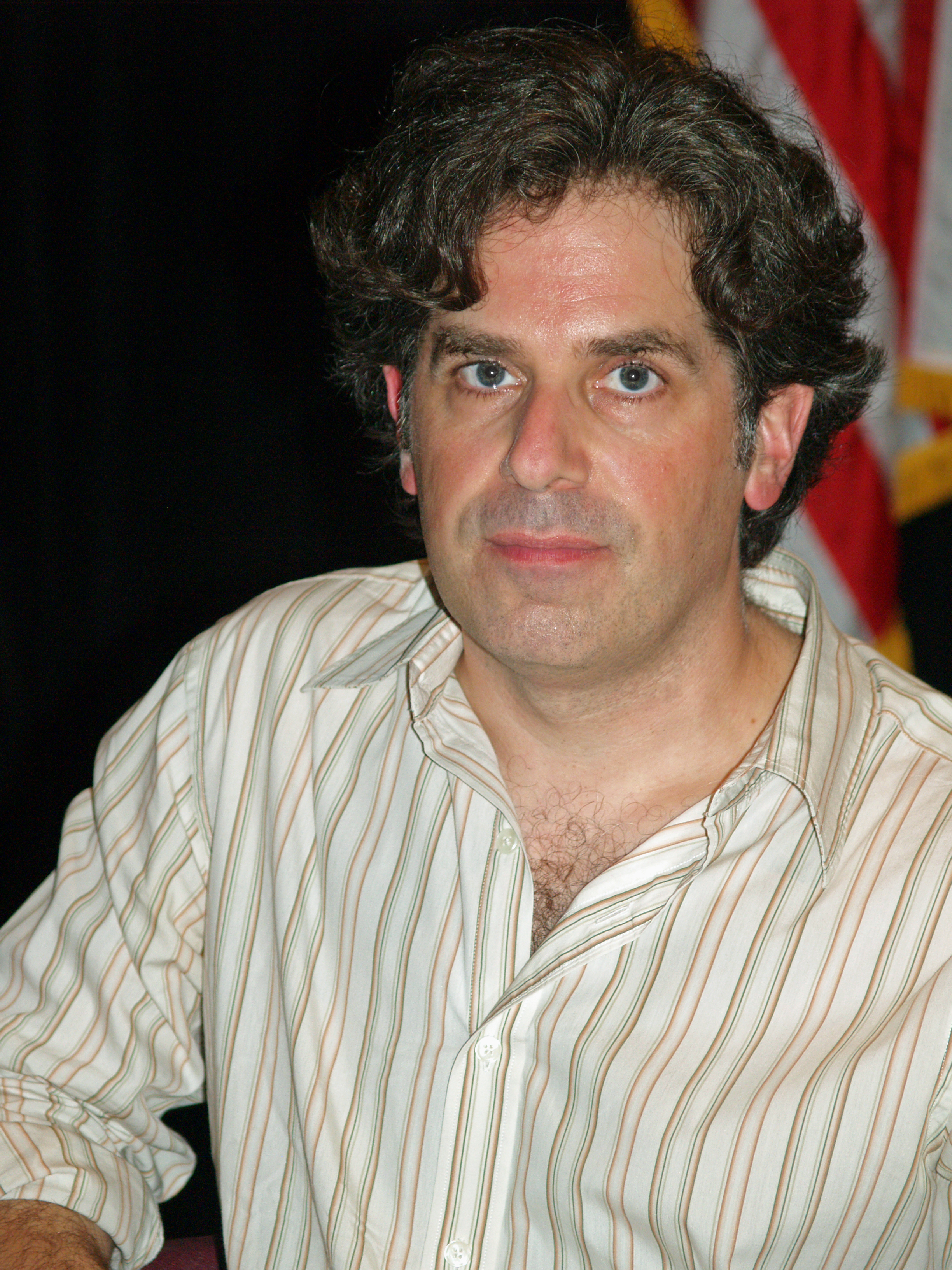
Читання Летема на Бруклінському книжковому фестивалі 2008 року

Першим романом, який Летем розпочав після повернення до Нью-Йорка, був «Бруклін без матері» — повернення до детективної теми. Він зберігав об’єктивний реалізм, досліджуючи суб’єктивну відмінність через Лайонела Ессрога. Його герой має синдром Туретта і одержимий мовою. Пізніше Летем сказав, що Ессрог
… очевидно [це] персонаж, якого я написав, з яким я найбільше ототожнюю себе… [роман] стоїть поза мною… Це єдиний, якому я не потрібен, ніколи не потрібен. Знайшовся б хто її написати, треба. 
Після публікації в 1999 році «Бруклін без матері» Motherless Brooklyn отримав премію National Book Critics Circle за художню літературу» , «Золотий кинджал Макаллана» за кримінальну літературу та премію «Salon Book Award»; видання Esquire назвало її книгою року. 1999 року актор Едвард Нортон оголосив, що він планує написати сценарій, режисера та знятися в екранізації роману. Фільм Нортона вийшов у 2019 році.
Згідно з Нью-Йорк Таймз, мейнстримовий успіх Бруклін без матері зробив Летема «щось на кшталт хіпстерської знаменитості», і його кілька разів називали «вигадачем жанру». Критики відзначали різноманітність романів Летема, які по черзі були детективом, науковою фантастикою та автобіографією. Летем приписував свій комфорт у змішуванні жанрів мистецтву свого батька, який «завжди поєднував спостережувану та уявну реальність на одному полотні, дуже природно, дуже несвідомо». У журналі «Тайм» Лев Гроссман відніс Летема до групи авторів, які так само прагнуть поєднати літературу та популярну творчість, зокрема Майкла Шабона (з яким Летем товаришує),  Маргарет Етвуд та Сюзанни Кларк.

У 2003 році Летем прокоментував концепцію «зміни жанру»:
Справа в тому, що шість-сім років тому, а й до того, я дуже захоплювався питаннями таксономії жанру та ідеєю — яка, зрештою, є політичною ідеєю, — що певний письменник, можливо, я, міг би якимось об'єктивним чином змінюють або реорганізують межі між жанрами. … Зараз я відчуваю, що розмови про категорії, про «високе» і «низьке», про жанри та їх межі та розмивання цих кордонів — усе це лише складний спосіб уникнути фактичного обговорення того, що мене рухає та цікавить про книжки — свої й чужі. Мені подобаються книжки в їхній домашній реальності: нутрощі книжок, таємничі рухи героїв і ситуацій, а також емоції, які супроводжують ці рухи. Гра речень, їх нескінченна різноманітність. 
На початку 2000-х Летем опублікував збірку оповідань, відредагував дві антології, написав статті для журналів і опублікував 55-сторінкову новелу This Shape We're In (2000). Ця форма, в якій ми перебуваємо, була однією з перших пропозицій від McSweeney's, видавничого відбитка, який розвинувся на основі McSweeney's Quarterly Concern McSweeney's Quarterly Concern. Дейва Еґґерса.
У листопаді 2000 року Летем сказав, що працює над нехарактерно «великим розгалуженим» романом про дитину, яка виростає в рок-журналіста. Роман був опублікований у 2003 році під назвою «Фортеця самотності» The Fortress of Solitude. У напівавтобіографічному художньому романі представлені десятки персонажів із різноманітних середовищ, але розповідається про расову напругу та дитинство в Брукліні наприкінці 1970-х років. Головні герої — двоє друзів різного походження, які виросли в одному кварталі на пагорбі Бурум. Нью-Йорк таймз назвала її однією з дев’яти книжок року «Вибір редакції» та була опублікована п’ятнадцятьма мовами.
Наприкінці 2004 року була опублікована друга збірка короткометражної прози Летема «Чоловіки та мультфільми». У березні 2005 року вийшла його перша збірка есеїв The Disappointment Artist. 20 вересня 2005 року Летем отримав стипендію Мак-Артура.

В інтерв’ю Armchair/Shotgun у 2009 році Летем сказав про коротку прозу:
Зараз я пишу оповідання, це те, що я роблю між романами, і я їх люблю. Я дуже відданий цьому. Знаєте, це смішно. Здається, існує якийсь закон, згідно з яким вас чекають лише за те чи інше. А потім пара людей його зламає. Апдайк зробив. Вони не рецензували його збірки оповідань, кажучи: «Ну, гарні, але він романіст». Або перегляньте його романи, сказавши: «Шкода, що він не може робити довші речі». Інші люди, як правило, отримують опіку з одного боку чи з іншого, і я це прийму. У мене дуже щасливе життя письменника. Але збірки оповідань, які я опублікував, надзвичайно важливі для мене. І багато незібраних оповідань — або оповідань, які ще належить зібрати — належать до тих, що я пишаюся тим, що я пишаюся. Очевидно, вони дуже тісно пов’язані з написанням романів. Але також дуже чітко, і, знаєте, немає потреби вибирати.

### 2005–дотепер

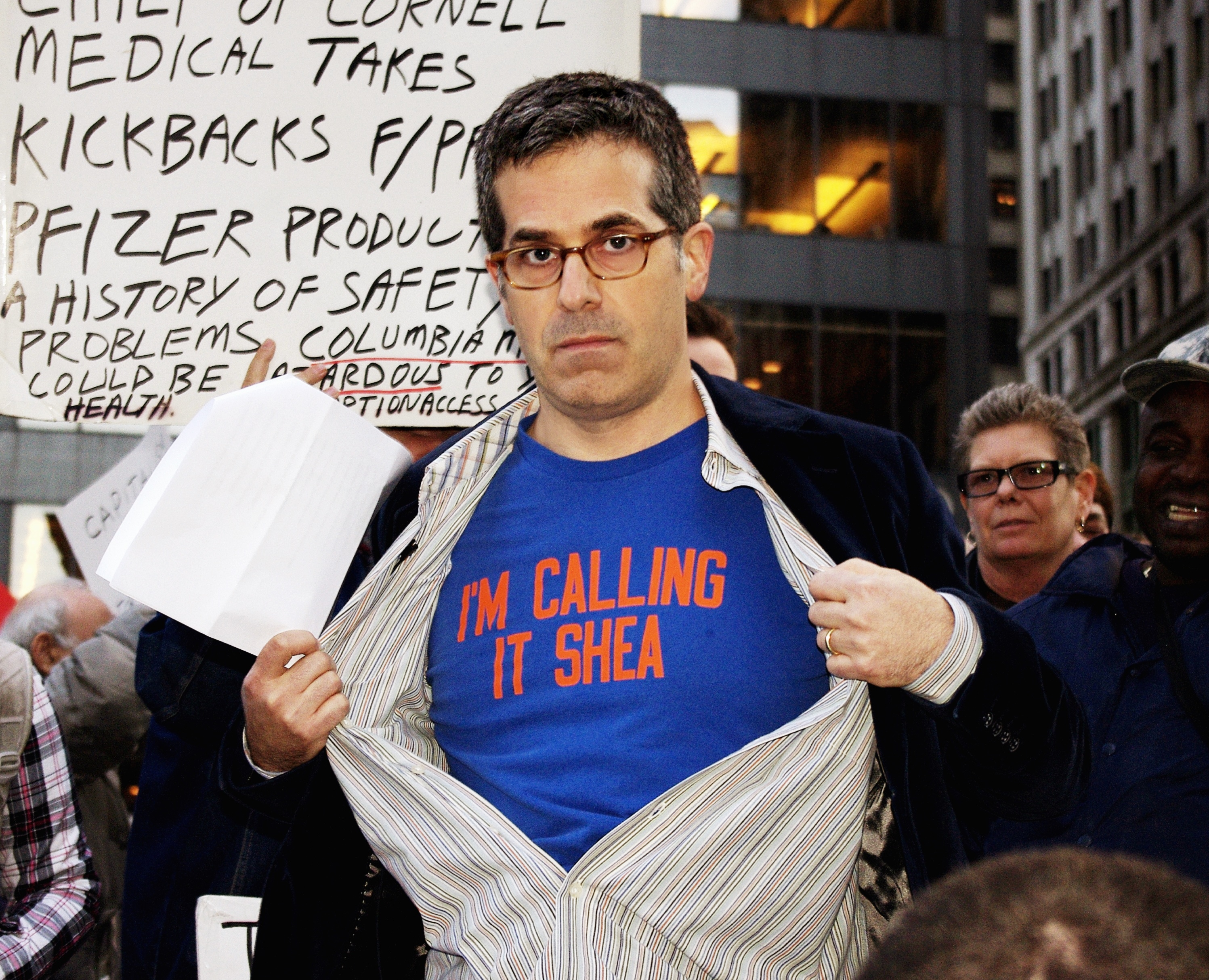
Lethem читає на Occupy Wall Street; на його футболці згадується домашнє поле «Нью-Йорк Метс», яке змінюється зі, названого на честь, на «», права на назву якого купив Сітібанк

У вересні 2006 року Летем написав статтю «Геній Боба Ділана», розлоге інтерв’ю з Бобом Діланом, яке було опубліковано в «Rolling Stone». Інтерв'ю містило роздуми Летема про художні досягнення Ділана. Це виявило невдоволення Ділана сучасною технікою запису та його думки про власний статус.
Після «Брукліна без матері» та «Фортеці самотності» Летем вирішив, що «все одно настав час покинути Бруклін у літературному сенсі… Мені справді потрібно було кинути виклик усім цим про місце та пам’ять». У 2007 році він повернувся як романіст до Каліфорнії, де розгорталися деякі з його попередніх художніх творів, створивши роман «Ти мене ще не любиш» (англ. «You Don't Love Me Yet») про рок-гурт-вискочку. Роман обертається навколо жінки з гурту, Люсінди, яка відповідає на телефонні дзвінки на лінії скарг свого друга та використовує деякі слова абонента як текст. За словами Летема, книга була натхненна роками, які він провів як соліст у новому каліфорнійському гурті наприкінці 1980-х і на початку 1990-х років, під час того, що він назвав «неформованою фазою життя». Назву роману взято з двох пісень Рокі Еріксона та «Вульгарні човнярі» (англ. «The Vulgar Boatmen»; непов’язаних інакше). Оригінальна назва була Monster Eyes, але видавець переконав Летема змінити її. Пізніше він зізнався в інтерв’ю, що асоціація з двома піснями «дуже пощастила мені помістити її в книгу», і що, незважаючи на те, що нова назва «це не моя фраза, для книги про присвоєну мову і те, як речі можна перепрофілювати, здавалося нормальним. І це чудова пасивно-агресивна назва». Роман отримав неоднозначні відгуки.
У 2005 році Летем оголосив, що він планує відродити персонажа «Marvel Comics» «Омегу Невідомого (англ. «Omega the Unknown») в серії з десяти випусків, яка буде опублікована в 2006 році. Почувши про проєкт, співавтор Омеги Стів Гербер висловив особисте обурення використанням персонажа без його участі, хоча пізніше він обговорив проєкт з Летемом і визнав, що «неправильно» його оцінив. У травні 2006 року головний редактор Marvel Джо Кесада пояснив, що серіал було відкладено на 2007 рік, сказавши, що «виграш гранту Макартура поставив додаткові та несподівані вимоги до часу [Летема]».  Оновлена серія «Невідома Омега» була опублікована в десяти щомісячних випусках з жовтня 2007 по липень 2008; номери вийшли одним томом у жовтні 2008 року.
На початку 2007 року Летем почав працювати над романом «Хронічне місто» (англ. «Chronic City»), що був опублікований 13 жовтня 2009 року. У липні 2008 року Летем сказав, що в ньому «дія відбувається на Верхньому Іст-Сайді Мангеттена, на нього сильно вплинули Сол Беллоу, Філіп К. Дік, Чарльз Ґ. Фінні та фільм Гічкока «Запаморочення» і стосується кола друзів, в тому числі зниклого актора зі статусом дитини-зірки, а також культурного критика автора автобіографій-привидів і міського чиновника. І це довго і дивно».

Його есе «Екстаз впливу: плагіат» (2007) є пристрасним захистом плагіату та закликом до повернення до «економіки подарунків» у мистецтві. Він пише,
Ядро, душа — давайте підемо далі і скажемо, що суть, маса, справжній і цінний матеріал усіх людських висловлювань — це плагіат… Не використовуйте мої видання; пограбуй мої видіння. Назва гри — Give All. Ти, читачу, ласкаво просимо до моїх оповідань. Вони ніколи не були моїми, але я віддав їх тобі.
Есе було включено до його збірки 2011 року «Екстаз впливу: документальна література тощо».
У 2011 році «Екзегеза Філіпа К. Діка» за редакцією Памели Джексон і Летема була опублікована Хоутоном Міффліном Харкортом. Серед інших проєктів Летем опублікував короткі книги про фільм Джона Карпентера «Вони живуть» (опублікований у жовтні 2010 року під назвою «Вони живуть») та альбом Talking Heads «Страх перед музикою» Fear of Music. Починаючи з 2011 року, він обіймав посаду професора Роя Е. Діснея з креативного письма в коледжі Помони, яку раніше обіймав покійний Девід Фостер Воллес.

Дев'ятий роман Летема під назвою «Сади дисидентів» (англ. «Dissident Gardens») вийшов 10 вересня 2013 року За словами Летема в інтерв’ю Лос-Анджелес Таймз, роман стосується «американських лівих», а саме «покоління немовлят із червоними пелюшками, яке намагається зрозуміти, що все це означає, ця спадщина американського комунізму». Щодо місця дії роману, Летем сказав у тому ж інтерв’ю, що це так
дія відбувається в Квінс і Грінвіч-Віллідж, ще одна книга про райони Нью-Йорка, яка багато розповідає про життя міста… Написати про Грінвіч-Віллідж у 1958 році було для мене справді стрибком, це був такий же стрибок уяви, як і будь-які інші фантастичні речі, які я робив. Але теж дуже захоплююче.
У лютому 2015 року «Сади дисидентів» швидко поповнилися п’ятою збіркою оповідань Летема «Щасливчик Алан та інші історії».
Десятий роман Летема, «Анатомія Ґемблера» (англ. «A Gambler's Anatomy»)  (або The Blot у Великій Британії), опублікований у жовтні 2016-го року, присвячений історії «міжнародного гравця в нарди, який вважає себе екстрасенсом». Після зміни видавця з «Doubleday» на «Ecco», Летем видав слідом за «Анатомією Ґемблера», нову книгу, повернувшись до жанру детективного роману із «Здичавілим детективом» у листопаді 2018 року, в останнє працювавши на цьому поприщі під час створення відомого «Брукліна без матері».
Дванадцятий роман Летема «Арешт» — «надзвичайно оригінальна постапокаліптична історія про двох братів і сестер, людину, яка встала між ними, і ядерний суперавтомобіль», за словами видавців , — був опублікований у листопаді 2020 року.
Летем був співавтором шести з дев’яти пісень альбому Лі Ранальдо Electric Trim, що вийшов 2017 року. Він написав передмову до роману Девіда Боумена «Великий вибух» 2019 року.

## Особисте життя
У 1987 році Летем одружився з письменницею та художницею Шеллі Джексон; вони були розлучені в 1997 році. У 2000 році він одружився з Джулією Розенберг, канадською кінорежисеркою; через два роки вони розлучилися. Станом на 2007 рік Летем жив у Брукліні та Бервіку, штат Мен зі своєю третьою дружиною, режисеркою Емі Барретт. Має двох синів.

### Романи
- «Пістолет з оригінальною музикою[en]» (англ. «Gun, with Occasional Music», 1994)
- «Амнезія Муна» (англ. «Amnesia Moon», 1995)
- «Як вона перелізла через стіл[en]» (англ. «As She Climbed Across the Table»; 1997)
- Дівчина в пейзажі (Girl in Landscape[en]; 1998)
- Бруклін без матері (англ. «(Motherless Brooklyn», 1999),
- Фортеця самотності (The Fortress of Solitude[en]; 2003)
- Ти мене ще не любиш (You Don't Love Me Yet[en]; 2007)
- «Хронічне місто[en]» (англ. «Chronic City»; 2009)
- «Сади дисидентів[en]» (англ. «Dissident Gardens»; 2013)
- «Анатомія Ґемблера[en]» (англ. «A Gambler's Anatomy»; 2016)
- Дикий детектив (The Feral Detective; 2018)
- Арешт (The Arrest; 2020)
- Бруклінський кримінальний роман (Brooklyn Crime Novel; 2023)

### Коротка художня проза

#### Повісті
- Ця форма, в якій ми (2000)

#### Збірки оповідань
- Стіна неба, стіна ока[en] (The Wall of the Sky, the Wall of the Eye; 1996)
- Kafka Americana[en] (Kafka Americana; 1999) (з Картером Шольцем[en])
- Чоловіки та мультфільми (Men and Cartoons; 2004)
- Як ми стали прісними (How We Got Insipid;  2006)
- Щасливчик Алан та інші історії (Lucky Alan and Other Stories; 2015) [38]

#### Список оповідань
| Назва                | рік      | Вперше опубліковано | Перевид./зб                    | Примітки |
| -------------------- | -------- | ------------------- | ------------------------------ | -------- |
| Кривий будинок       | 2021 рік |                     |                                |          |
| Супер Козел          | 2004 рік |                     |                                |          |
| Квартира Ави         | 2009 рік |                     |                                |          |
| Процедура на повітрі | 2009 рік |                     | Щасливчик Алан та інші історії |          |
| Сірий гусак          | 2013 рік |                     |                                |          |
| Апартаменти Старлет  | 2019 рік |                     |                                |          |
| Загробне життя       | 2020 рік |                     |                                |          |

### Комікси
- Невідома Омега (2007)

### Нехудожня література
- «Жахливі дії та невеликі вбивства» (англ. «Monstrous Acts and Little Murders») (есе Salon.com, січень 1997 р.)
- Вінтажна книга амнезії (англ. «The Vintage Book of Amnesia», редактор, 2001)
- Da Capo Best Music Writing: Найкращий твір року про рок, поп, джаз, кантрі тощо (англ. «Da Capo Best Music Writing: The Year's Best Writing on Rock, Pop, Jazz, Country and More», редактор, 2002)
- «Ти не знаєш Діка» (есе Bookforum, літо 2002)
- Художник розчарування ((англ. «The Disappointment Artist», 2005)
- «Бороди» (англ. «The Beards», The New Yorker, 28 лютого 2005 р.)
- Вірники! (англ. «Believeniks!»): 2005: рік, коли ми написали книгу про Метс з Крістофером Соррентіно, як "Іван Фелт і Гарріс Конклін" (2006)
- Хроніки метро (англ. «The Subway Chronicles », автор, 2006)
- «Бути Джеймсом Брауном» (англ. «Being James Brown») (есе Rolling Stone, червень 2006 р.)
- «Геній Боба Ділана» (англ. «The Genius of Bob Dylan») (інтерв’ю Rolling Stone, вересень 2006 р.)
- «Екстаз впливу» (англ. «The Ecstasy of Influence») (есе в журналі Harper's, лютий 2007 р.)
- Бруклін був моїм (англ. «Brooklyn Was Mine», автор, 2008)
- Вони живі (англ. «They Live», 2010)
- Екстаз впливу: документальна література тощо (англ. «The Ecstasy of Influence: Nonfictions, Etc.», 2011)
- Екзегеза Філіпа К. Діка (англ. «The Exegesis of Philip K. Dick», 2011, співредактор з Памелою Джексон)
- Страх перед музикою в «Talking Heads» (англ. «Talking Heads' Fear Of Music», 2012) (для 33⅓ серій)
- Більш живі та менш самотні: про книги та письменників (англ. «More Alive and Less Lonely: On Books and Writers», 2018)

### Екранізації
- Світло і страдник (англ. Light and the Sufferer 2009) – сценарій Крістофера Педітто за оповіданням Летема [39]
- Богоявлення (2011) – короткометражний фільм С. Джей Чіро за оповіданням Летема [40][41]
- Бруклін без матері (англ. Motherless Brooklyn ; 2019) – сценарій Едварда Нортона